# Prathoda longissima
Prathoda longissima är en svampart som först beskrevs av Deighton & MacGarvie, och fick sitt nu gällande namn av E.G. Simmons 2007. Prathoda longissima ingår i släktet Prathoda och familjen Pleosporaceae.   Inga underarter finns listade i Catalogue of Life.